# Bass Generation
Bass Generation is een studioalbum van de Zweedse producer Basshunter. Het album werd uitgebracht op 25 september 2009 door Hard2Beat Records.
Het album, met onder meer de singles "Every Morning" en "I Promised Myself", bereikte de tweede positie in Nieuw-Zeeland, veertiende positie in Zuid-Afrika, zestiende positie in het Verenigd Koninkrijk (zilver verkoop) en Ierland.

## Tracklist
| Nr.  | Titel                                      | Duur  |
| ---- | ------------------------------------------ | ----- |
| 1    | "Every Morning"                            | 03:19 |
| 2    | "I Promised Myself"                        | 02:38 |
| 3    | "Why"                                      | 03:12 |
| 4    | "I Can't Deny" (feat. Lauren)              | 04:00 |
| 5    | "Don't Walk Away"                          | 03:02 |
| 6    | "I Still Love"                             | 03:33 |
| 7    | "Day & Night"                              | 02:55 |
| 8    | "I Will Learn to Love Again" (feat. Stunt) | 03:08 |
| 9    | "Far from Home"                            | 04:11 |
| 10   | "I Know U Know"                            | 02:46 |
| 11   | "On Our Side"                              | 03:55 |
| 12   | "Can You"                                  | 02:25 |
| 13   | "Plane to Spain"                           | 03:43 |
| 14.1 | "Every Morning" (Michael Mind Edit)        |       |
| 14.3 | "Numbers"                                  | 03:20 |